# Trentepohlia (Mongoma) auricosta
Trentepohlia (Mongoma) auricosta is een tweevleugelige uit de familie steltmuggen (Limoniidae). De soort komt voor in het Oriëntaals gebied.